# Цвінгер

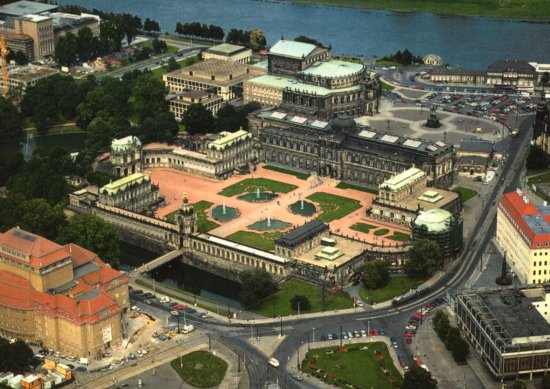
Цвінґер з висоти пташиного польоту. На задньому плані — річка Ельба і опера Земпера, на передньому — драматичний театр

Дрезденський Цвінгер (нім. Zwinger) —  комплекс з чотирьох палаців в Дрездені. Назва походить від його розташування — у середні віки «цвінґером» називали частину фортеці між зовнішньою і внутрішньою фортечними стінами. Перший варіант Дрезденського цвінґера був створений саме між фортечними мурами міста. Нині тут розташовані різні за призначенням музеї, серед котрих і уславлена Дрезденська картинна галерея, Музей порцеляни та Фізико-математичний музей.

## Історія

### Збіг вдалих обставин

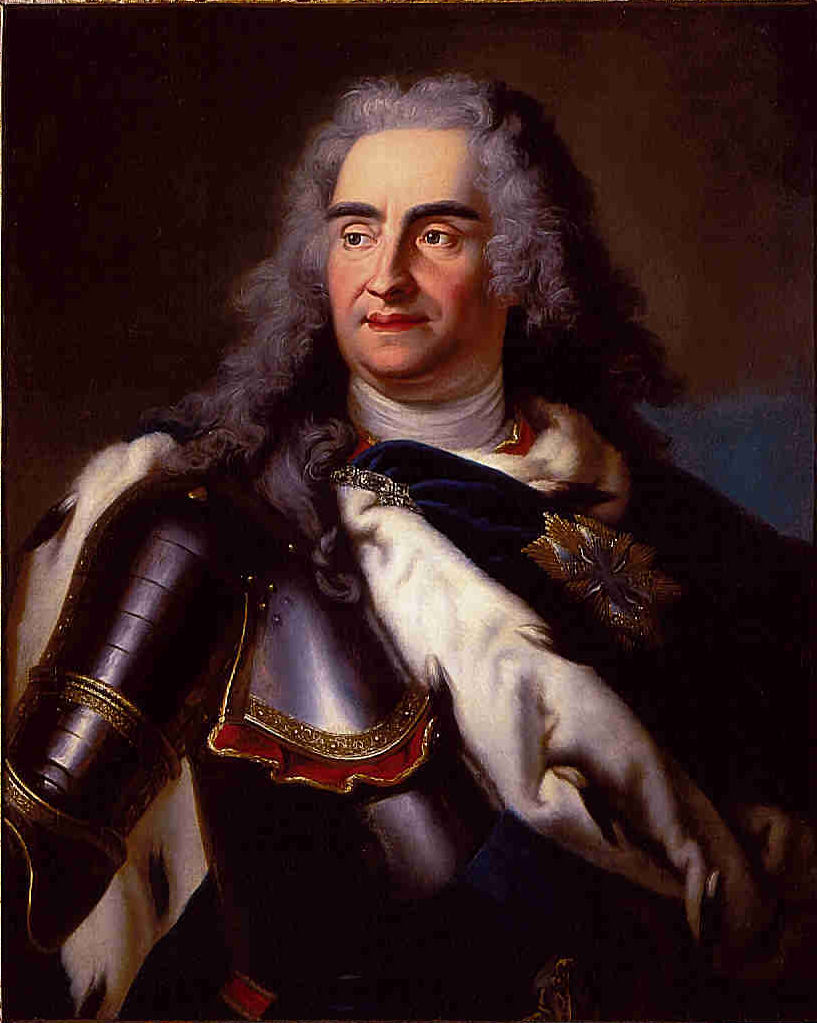
Худ. Луї де Сільвестр, курфюрст Август ІІ Сильний, близько 1720 року.

Наприкінці 17 — на початку 18 ст. Саксонія переживала економічний розквіт. В Рудних горах збільшили видобуток срібла та олова.
Князь Август став курфюрстом з 1694 року.
Саксонський курфюрст вдало перехопив авантюрного алхіміка Йоганна Фрідріха Беттгера. І той разом з фахівцями та науковцями курфюрста винайшов першу європейську порцеляну, яку поціновували дорожче за золото. Торгівля тільки мейсенською порцеляною приносила курфюрсту значні прибутки.
Також вдало курфюрст 1697 року перехопив корону Польщі, що підняло його статус і спонукало до  будівництва розкішних резиденцій. В Дрездені на цей час скупчився значний осередок видатних майстрів, що надавало змогу втілювати в реальність розкішні і масштабні проєкти.

### Попередник— дерев'яний амфітеатр
У 1709 р. в Дрездені пишно вітали короля Данії. Задля палацових свят і побудували дерев'яний амфітеатр з тріумфальними арками на честь вельможного гостя. Роботи виконав архітектор-курфюрст — Матеус Пьопельман. Ідея сподобалась. І багатий курфюрст наважився перебудувати дерев'яний амфітеатр на кам'яний, але розкішніший.
Курфюрст-замовник відрядив Пьопельмана в Австрію та Італію, видатні центри архітектури бароко, де Матеус Пьопельман вивчав устрій античних арен, цирків та палаців.

### Проєкт
В проєкті майбутнього цвінгера архітектор Пьопельман нібито відштовхувався від давньоримського Марсова поля, але зробив все по новому. Пьопельман навіть сам не усвідомлював багатозначності власного твору і називав його «римським творінням».
Майбутній кам'яний цвінґер за ідеєю і надалі планували використовувати для свят, турнірів. Звідси відкриті пласкі покрівлі, що поєднували усі будівлі комплексу та багато прозорих галерей, які призначалися для вельможних гостей та придворних. Лише в деяких містах над пласкими покрівлями галерей височіли павільйони. Особливістю комплексу була відсутність палацу, який планували побудувати в майбутньому. Поступово проєкт насичували новими ідеями. Так  виникла ідея створити декілька карильйонів в павільйонах, створити фонтани на подвір'ї, зробити каскад.
З їх появою Цвінґер все більше втрачав характер арени для турнірів і перетворювався на регулярний сад бароко з партерами, фонтанами, стримано введеними квітниками і павільйнами для маскарадів і палацових свят.

### Будівництво

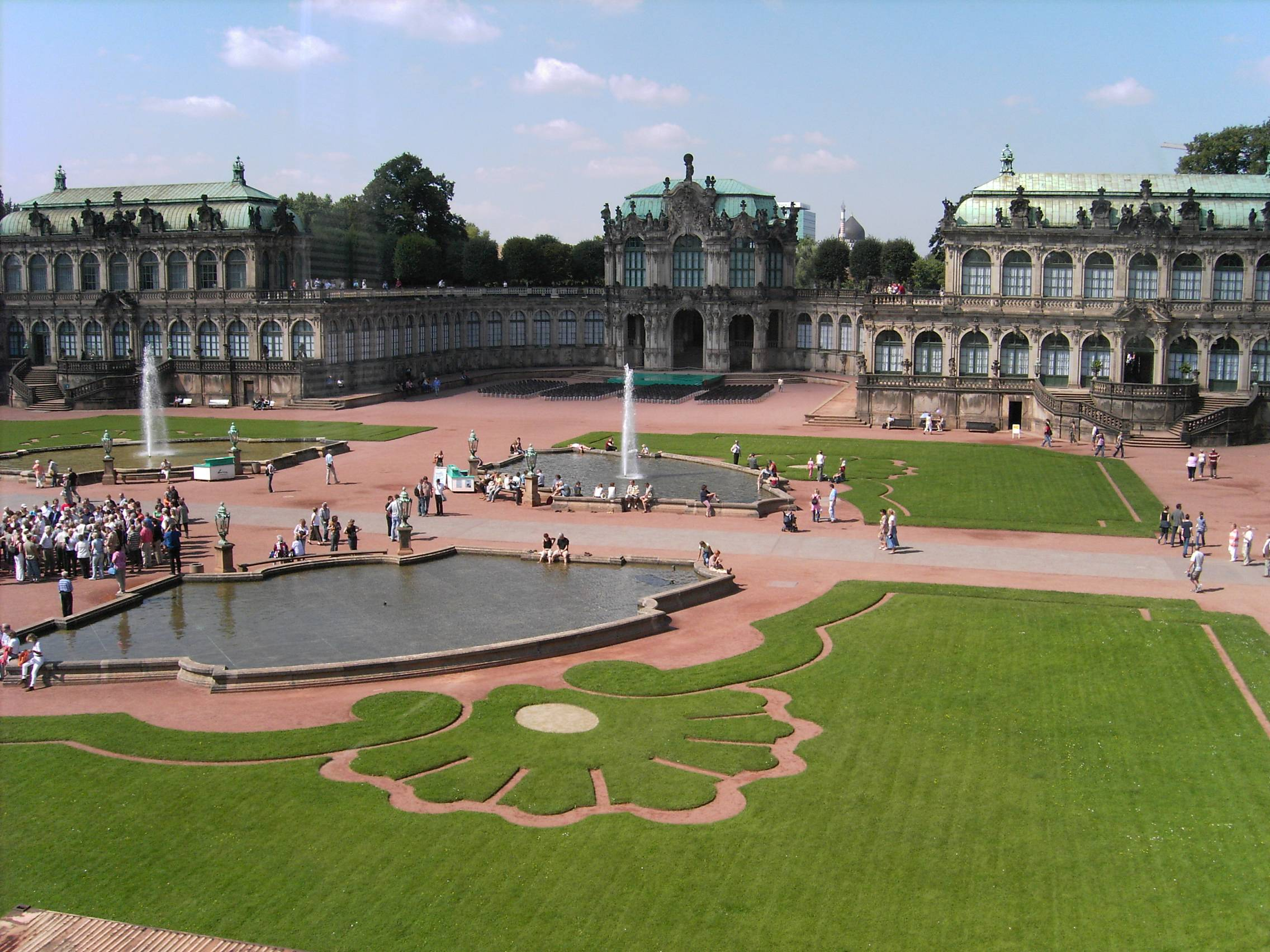
Підковоподібний дворик оранжереї та Вальпавільйон після відновлення

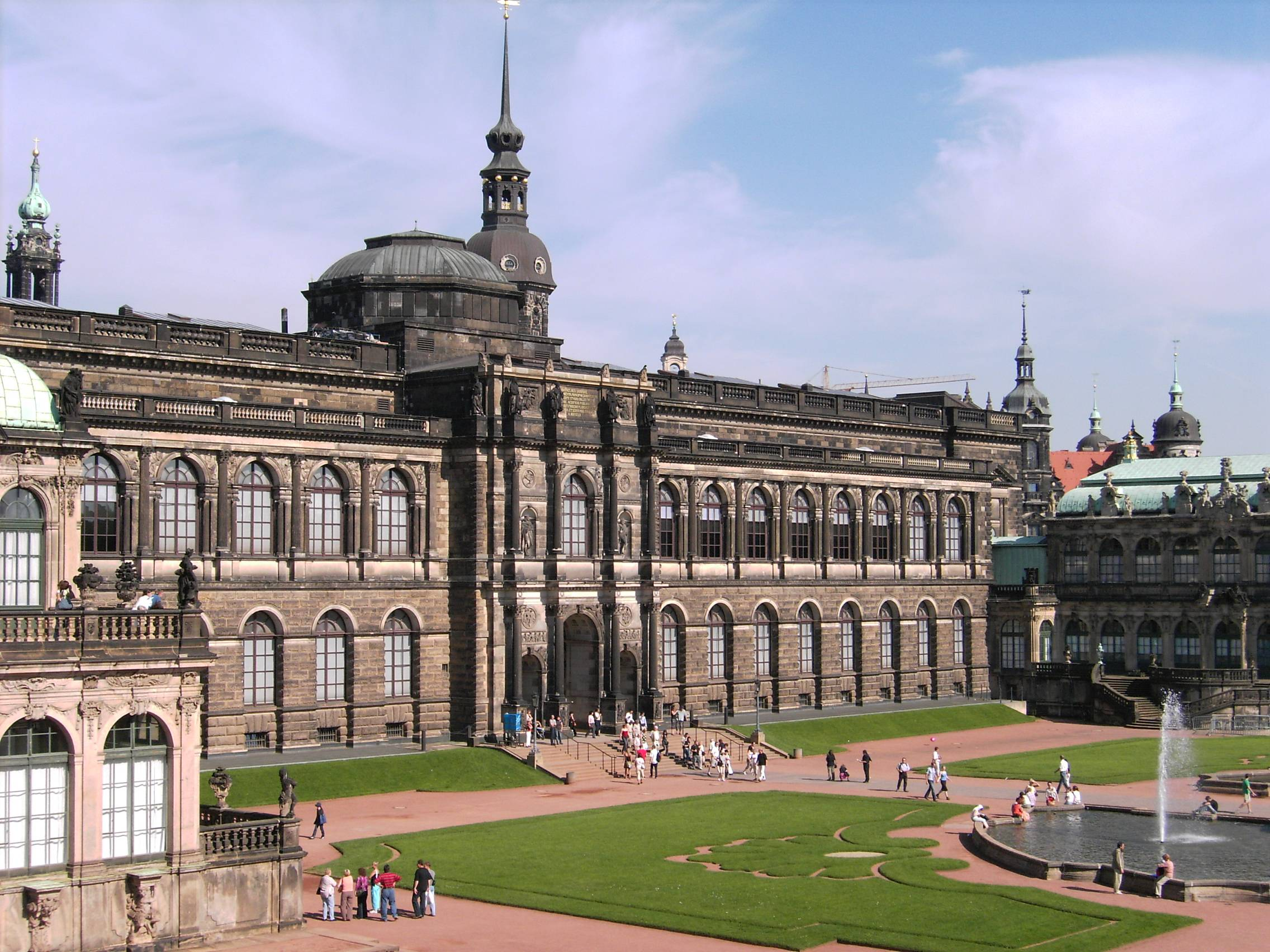
Сучасний вигляд галереї Земпера, вигляд з боку Цвінґера

Роботи розпочали 1711 року. Будівництво тривало 20 років і не було доведено до кінця через безліч оздоб, значні грошові витрати і витратні технології самого будівництва. Створення парадного облямування двору почали з побудови оранжереї та її центральної частини — Вальпавільйону. Аркади оранжереї і задали той трохи монотонний ритм галерей, притаманний першому поверху комплексу. Його збагачують барокові сходи, балюстради, декоративні вази і скульптури. Оранжерея була важливою частиною комплексу через панівну моду на помаранчеві дерева при західноєвропейських королівських дворах. Другою важливою частиною комплексу був павільйон для розташування приватних колекцій курфюрста і виборного короля Польщі.
Первісно за проєктом Пьопельмана навпроти павільйону Кронентор (павільйон під короною) на іншому боці комплексу мали вибудувати другу напівпрозору вежу - павільйон, а поряд із нею приземкуваті приміщення для картинної галереї курфюрста та наукового музею. Коли очікувати закінчення будівництва набридло, відкриту частину комплексу забудували дерев'яним парканом, котрий згодом замінили на цегляний.
Цвінґер — це парадний, майже квадратний двір розмірами 106 на 107 метрів, збагачений підковоподібними двориками з павільйонами в центрах дугоподібних галерей навпроти один одного. Другу вісь ансамблю починала вежа Кронентор, що виходила на розімкнену частину комплексу, відкриту на річку Ельба. Ця частина палацового комплексу так і не була забудована за часів курфюрста та Пьопельмана. Лише в 19 столітті її заповнили будівлею в стилі неоренесанс, де розмістили картинну галерею (архітектор Готфрід Земпер). Лише після цього комплекс набув замкненого, відокремленого від середовища характеру.
Архітектор отримав 1847 року замову на розташування кінного монументу, для котрого він повинен був знайти відповідне місце.
Готфрід Земпер натомість створив власний проєкт добудов, що передбачав створення нового театру з урахуванням досягнень 19 ст., нового приміщення оранжерей та парадної пристані на річці Ельба поряд із спорудами початку 18 ст. Вісь від вибудованого Цвінгера простягалась до самої річки, а нову площу мали прикрасити монументи. Але втілити проєкт Земпера не вдалося. Новий театр вибудували, але не на тому місці, що передбачав архітектор, як і нову оранжерею, котру вибудували на другорядній земельній ділянці вулиці. Картинну галерею вибудували на місці паркану і в історичній стилістиці неоренесансу, а не бароко. Приміщення замкнуло подвір'я Цвінґера, але втратило здатність до прибудов і розширення в майбутньому.

### Складові частини комплексу
- Вежа Кронентор
- Павільйон Глокеншпильпавільйон з карильйоном, єдиним, який створили.
- Вальпавільйон оранжереї
- Німецький павільйон
- Природничо-науковий павільйон
- Фізико-математичний павільйон (Фізико-математичний салон)
- Французький павільйон.

### Музеї Цвінґера
- Дрезденська картинна галерея (Галерея старих майстрів)
- Дрезденська збройова палата
- Фізико-математичний салон
- Музей порцеляни (Дрезден)
- Музей скульптури
- Музей мінералогії та геології